# 前田愛 (女優)
前田 愛（まえだ あい、1983年10月4日 - ）は、日本の女優。所属事務所はファーンウッド。
東京都出身。桜美林高等学校、青山学院大学国際政治経済学部卒業。
妹は女優の前田亜季であり、共演も多数。夫は歌舞伎役者の六代目中村勘九郎、義弟は二代目中村七之助。

## 略歴
- 1993年 マクドナルドのCMでデビュー（前田亜季と姉妹共演）。
- 1994年 妹と共にプロダクション「クレヨン」に所属。
- 1994年4月よりバラエティ番組『あっぱれさんま大先生』（フジテレビ）レギュラー。
- 1996年から2004年の8年間に放送された刑事ドラマ『はみ出し刑事情熱系』（テレビ朝日）シリーズに高見兵吾（演・柴田恭兵）の娘、根岸みゆき役として放送初期から2000年に諸事情で降板するまで5年間出演していた。根岸みゆき役の後任は木内晶子が務めた。
- 1997年 妹・亜季と共に「グランパパプロダクション」へ移籍。
- 1997年 浜丘麻矢、野村佑香、大村彩子とグループ限定ユニット「Pretty Chat」を結成、シングル発売。
- 1997年 ゲーム『リアルサウンド 〜風のリグレット〜』にて声優初挑戦。
- 1999年 映画『ガメラ3 邪神覚醒』で主人公・比良坂 綾奈（ひらさか あやな）を演じる。
- 2000年 この年より1年間カナダ留学。
- 2003年 『キノの旅』アニメ化で、主人公・キノ役を声優として演じる。
- 2009年10月28日 歌舞伎俳優の二代目中村勘太郎（現六代目中村勘九郎）と結婚。
- 2010年11月10日 PRイベントで本人の口から妊娠していることを明らかにした。
- 2011年2月22日 第一子である長男を出産、『七緒八（なおや）』と命名。
- 2013年5月22日 第二子である次男を出産、『哲之（のりゆき）』と命名。

## 人物
- 自他共に認める童顔。後頭部を刈り上げたショートヘアスタイルがトレードマークだった。また幼少期は、その短い髪の毛や、ズボンやキュロットを着用する事が多かったため、男の子と間違われることもあったという。
- 1994年より出演の 『あっぱれさんま大先生』（フジテレビ）の生徒役で人気を集め、当時流行したジュニアアイドルとしてブレイク。後に「Pretty Chat」を組む浜丘麻矢、野村佑香、大村彩子と「チャイドル四天王」と呼ばれる事もあった。
- 『あっぱれさんま大先生』のルーツはさんまと中村勘三郎のラジオ番組でのやり取りであったが、結婚後に勘三郎とは義理の父の関係となり「こんな巡り会わせがあるの」とその事実を知り驚いた[3]。『あっぱれ』は2023年7月1日放送の同窓会スペシャルにもビデオ出演している[3]。

## 出演
※役名の太字は主演や主要人物。

### テレビドラマ
- ミステリーの館（1994年 - 1995年、NHK教育テレビ「天才てれびくん」内ドラマ） - 主演・アイ 役
- とおりゃんせ〜深川人情澪通り（1995年、NHK総合）
- 木曜の怪談シリーズ（フジテレビ）
  - 怪奇倶楽部（中学生編）（1996年4月 - 9月） - 藍原晶 役
    - 怪奇倶楽部（学校の七不思議編）（1996年10月 - 11月） - 藍原晶 役

  - タイムキーパーズ（1997年1月 - 4月） - 愛川真琴 役
  - 妖怪新聞（1997年5月 - 6月・8月・9月） - 前島翔 役
- タクシードライバー咲坂都（1996年5月6日・12月2日、TBSテレビ） - 咲坂史 役
- はみだし刑事情熱系 part.1 - 5（1996年 - 2000年、テレビ朝日） - 根岸みゆき 役
- D×D（1997年、日本テレビ） - 櫻井あかり 役
- 3番テーブルの客 第17回（1997年2月17日、フジテレビ）
- 先生知らないの?（1998年、TBS） - 岩佐桃子 役
- チャイドルママの事件簿 南紀白浜・幽霊殺人事件（1998年5月22日、フジテレビ） - 如月七海 役
- ベストフレンド（1999年、テレビ朝日） - 主演・進藤マコト 役
- 浅田次郎ドラマスペシャル「角筈にて」（1999年、テレビ東京） - 島村未来 役
- 義父のいる風景（2000年、TBSテレビ）
- ドラマDモード 光の帝国（2001年、NHK） - 主演・春田記美子 役
- キッズ・ウォーSP（2002年、TBSテレビ） - 堀めぐみ 役
- 月曜時代劇→火曜時代劇（テレビ朝日）
  - 子連れ狼 (北大路欣也版) 第9話（2002年） - 柳生鶴千代 役
  - 開局45周年記念企画 忠臣蔵（2004年） - お艶 役
  - 銭形平次 第2シーズン第1話（2005年7月4日） - お吉 役
  - 名奉行! 大岡越前 第2シリーズ第8話（2006年7月4日） - お京 役
- 月曜ミステリー劇場 京舞妓殺人事件（2003年8月4日・2005年1月17日、TBSテレビ） - 小菊 役
  - 山村美紗没後10年特別サスペンスドラマ 京舞妓VS狩矢警部〜乱れ傘の舞殺人事件（2006年12月25日、TBS） - 小菊 役
- ぼくの魔法使い（2003年、日本テレビ） - 白鳥明日美 役
- テレビ愛知開局20周年記念番組 あかね空（2003年9月15日）
- 新春ワイド時代劇 竜馬がゆく（2004年1月2日、テレビ東京） - 千葉さな子 役
- 相棒 Season 2（2004年、テレビ朝日） - 本宮沙雪 役
- 剣客商売 第5シリーズ 第5話「消えた女」（2004年、フジテレビ / 松竹） - おみつ／おたみ 役（二役）
- ウルトラQ dark fantasy 第23話「右365度の世界」（2004年、テレビ東京）
- 戦国自衛隊・関ヶ原の戦い（2006年、日本テレビ） - おまき 役
- DRAMA COMPLEX（日本テレビ) 
  - 産婦人科医・南雲綾子5「産婦人科病棟24時」（2006年3月7日） - 井坂千春 役
  - 恋のから騒ぎドラマスペシャル 〜Love StoriesIII〜 「十億の女」（2007年） - 熊井たま子 役
- 土曜ワイド劇場（テレビ朝日）
  - さくら署の女たち（2006年9月9日、土曜ワイド劇場特別企画） - 西原千夏刑事 役
  - 終着駅の牛尾刑事VS事件記者冴子 第6作「殺人の詩集」（2006年12月23日、土曜ワイド劇場30周年・年末特別企画）
  - 法律事務所2（2008年4月12日） - 立川須美子 役
  - 失踪調査人・港亮介（2008年11月29日） - 石野チヅル 役
  - 山村美紗サスペンス「京都お茶会殺人事件」（2009年5月2日） - 二条楓 役
- おみやさん（テレビ朝日）
  - 第5シリーズ 第4話（2006年11月16日） - 原田加奈 役
  - 第6シリーズ 第4話（2008年11月27日） - 竹原みずほ 役
- 朝食亭 （2009年、WOWOW） - 小泉絵梨香 役
- 水曜ミステリー9 内田康夫サスペンス 信濃のコロンボ事件ファイル13「盲目のピアニスト」（2006年12月13日、テレビ東京） - 戸津輝美 役
- 金曜プレステージ 浅見光彦シリーズ第25弾 箸墓幻想（2007年2月2日、フジテレビ） - 為保有里 役
- 復讐するは我にあり（2007年3月28日、テレビ東京） - 吉村晴子 役
- 水戸黄門 第37部 第11話「母と娘つないだ風車・青森」（2007年6月18日、TBSテレビ・C.A.L） - お鈴 役
- 女帝（2007年、朝日放送） - 美樹 役
- 京都地検の女 第4シリーズ最終話 （2007年12月20日、テレビ朝日） - 末松由香 役
- 幻十郎必殺剣 第3話（2008年1月、テレビ東京） - お加代
- 赤川次郎ミステリー 4姉妹探偵団 第3話（2008年2月1日、朝日放送） - 守田アカネ 役
- スペシャルドラマめぞん一刻・完結編（2008年7月26日、テレビ朝日） - 黒木小夜子 役
- ヒットメーカー 阿久悠物語（2008年8月1日、日本テレビ） - 晩年の阿久の病室の看護婦 役
- 安楽椅子探偵と忘却の岬（2008年10月3日・10日、朝日放送） - 佐多真紀 役
- 月曜ゴールデン 法廷サスペンスSP3 量刑（2009年5月25日、TBSテレビ、ユニオン映画） - 神谷真理（裁判長の娘）役
- 科捜研の女 Season9 第8話「もう一人の容疑者！呪われた映画の秘密」（2009年8月27日、テレビ朝日） - 橋本悦子 役
- 世にも奇妙な物語 秋の特別編 「呪い裁判」（2009年10月5日、フジテレビ） - 伊東雪菜 役
- 浅見光彦〜最終章〜 第8話（2009年12月9日、TBSテレビ） - 山名めぐみ 役
- ジロチョー 清水の次郎長維新伝（2010年1月13日、テレビ東京） - お菊 役
- 臨場 続章 第7話「声」（2010年5月29日、テレビ朝日） - 斎田梨緒 役
- 開拓者たち（2012年1月1日 - 1月22日、NHK BSプレミアム） - 庄司鶴子 役
- ハンチョウ〜警視庁安積班〜 第8話（2012年5月28日、TBSテレビ） - 向井歩美 役
- 喰う寝るふたり 住むふたり（2014年5月6日 - 6月24日、NHK BSプレミアム） - 新沼三奈 役

### 映画
- 映画トイレの花子さん（1995年、松竹） - 坂本なつみ 役
- 新生 トイレの花子さん（1998年、東映） - 主演・倉橋里美 役
- ベル・エポック（1998年、東宝）
- ガメラ3 邪神<イリス>覚醒（1999年、東宝） - 主演・比良坂綾奈 役
- バトル・ロワイアル（2000年、東映／【特別篇】2001年） - キタノシオリ 役（声の出演）
  - バトル・ロワイアルII 【鎮魂歌】（2003年、東映／【特別篇】REVENGE、2004年） - 主演・キタノシオリ 役
- ゴジラ・モスラ・キングギドラ 大怪獣総攻撃（2001年、東宝） - モスラを見上げる姉妹 役[2] ※妹・前田亜季と共に
- 偶然にも最悪な少年（2003年、東映） - 女子大生 役
- ステップ!（2004年） - 主演・山岡八重 役
- あずみ2 Death or Love（2005年、東宝） - 千代 役
- 極道の妻たち 情炎（2005年、東映） - 香里 役
- カミュなんて知らない （2006年、ワコー／グアパ・グアポ） - 助監督 久田喜代子 役
- 神の左手 悪魔の右手 （2006年、ショウゲート） - 谷ヨシコ 役
- 日本沈没（2006年、東宝、監督：樋口真嗣） - 浅見看護師 役
- 大帝の剣（2006年、東映）
- デスノート the Last name（2006年、ワーナー・ブラザース映画） - 吉野綾子 役
- 裁判員〜選ばれ、そして見えてきたもの〜（2007年） - 大沼恵美 役
- The焼肉ムービー プルコギ（2007年、ファントム・フィルム） - 「ヤキニクバトルロワイヤル」リポーター 役
- 旭山動物園物語 ペンギンが空をとぶ （2009年、角川映画） - 小川真琴 役
- 戦慄迷宮3D THE SHOCK LABYRINTH （2009年、アスミック・エース） - 高嶋凛（リン） 役
- 七瀬ふたたび（2010年、IMJエンタテインメント／マジックアワー） - 真弓瑠璃 役
- KING GAME（2010年、ファントム・フィルム） - ひこうき雲 役
- 脇役物語（2010年、東京テアトル） - サクラ 役

### 配信映画
- 新幹線大爆破（2025年4月23日、Netflix）[4] - 医師 役

### 舞台
- LOVE LETTERS CHRISTMAS SPECIAL（2003年）

### バラエティ
- あっぱれさんま大先生（1994年4月10日 - 1996年3月21日、フジテレビ） - レギュラー
  - やっぱりさんま大先生あっぱれ卒業生大集合スペシャル（1997年3月31日）
  - あっぱれ&やっぱりさんま大先生・新学期&同窓会スペシャル（1999年4月11日）
  - あっぱれさんま大先生2023同窓会スペシャル（2023年7月1日）- VTR出演
- 笑っていいとも!（1997年12月8日、フジテレビ） - 妹の前田亜季と一緒に出演。
- 人志松本のすべらない話（2010年6月26日、フジテレビ） - ゲスト

### ドキュメンタリー
- 中村屋ファミリーシリーズ（フジテレビ）
  - 金曜プレステージ『勘三郎が泣いた!勘太郎挙式&感動秘話〜さよなら歌舞伎座SP』（2010年5月7日）以降

### ラジオ
- FMシアター　ラジオドラマ「八月六日 上々天氣」（2012年8月4日、NHK-FM） - 珠紀 役[5]
- SOUNDS OF STORY〜ASADA JIRO LIBRARY〜　「鏡のある部屋」（2013年7月27日、J-WAVE） - 朗読[6]

### テレビアニメ
- キノの旅 -the Beautiful World-（2003年、WOWOW） - 主演・キノ 役

### 劇場アニメ
- キノの旅 何かをするために -life goes on.-（2005年） - 主演・キノ 役
- キノの旅 -the Beautiful World- 病気の国 -For You-（2007年） - 主演・キノ 役

### ゲーム
- TIZ -Tokyo Insect Zoo-（1996年） - シオリ 役
- リアルサウンド 〜風のリグレット〜（1997年） - 少女 役
- キノの旅 -the Beautiful World-（2003年） - 主演・キノ 役
  - キノの旅II -the Beautiful World-（2005年） - 主演・キノ 役
- 電撃学園RPG Cross of Venus（2009年） - キノ 役

### 音楽番組
- 第48回NHK紅白歌合戦（1997年12月31日、NHK） - 鈴木杏、三倉茉奈・佳奈、妹の前田亜季と一緒に『WAになって踊ろう』を熱唱。

### CM
- マクドナルド（1993年） - 姉妹共演。
- VRCラジャー（1994年）
- りぼん
- マツダ・カペラワゴン - 萩原健一と共演。
- ベビースターラーメン（1995年）
- かねさ味噌
- ローランド
- 近畿日本鉄道
- ソフトバンク
- ECCジュニア（1996年） - アグネス・チャン、ともさかりえ、前田亜季と共演。
- ミツカン味ぽん
- 牧場物語（1997年） - 姉妹共演。
- センタンアイスチョコバリスペシャル（1999年）
- elan - 姉妹共演。
- 郵政省（1999年） - 姉妹共演。
- 東北テレメッセージ

### ミュージック・ビデオ
- DREAMS COME TRUE「今日だけは」（2006年）

## CD

### シングル
- Don't Cry（作詞：松本隆／作曲：宇佐元恭一／編曲：荻田光雄）
  - 前田愛・前田亜季名義で1998年4月25日 WEAジャパンより発売。『銀河漂流バイファム13』エンディングテーマ。『前田亜季パーフェクト・ベスト（2011年発売）』に収録。

- the Beautiful World 2003年6月18日（キノの旅 テレビシリーズエンディングテーマ）オリコン40位

1. the Beautiful World[4:45]
作詞：時雨沢恵一／補作（詞・曲）：わたなべもも／作曲・編曲：酒井良
2. CALL BACK YESTERDAY[4:41]
作詞：前田愛／補作（詞・曲）：Jim Steele／作曲：山口由子／編曲：坂下正俊
3. the Beautiful World (VOCAL LESS)[4:46]
4. CALL BACK YESTERDAY (VOCAL LESS)[4:37]

### ミニアルバム
- night fly 2005年3月16日 オリコン297位[7]

1. 夏の終わり[4:43]
2. Cleansing[4:39]
3. Night Flight[4:07]
4. やさしい月[4:39]
5. はじまりの日[4:43]
アニメ映画「キノの旅 何かをするために -life goes on」エンディングテーマ
6. the Beautiful World[4:41]

### CD-ROM写真集
- 前田愛 歯医者と私とみずねずみ
- 前田愛 デスクトップマスコット
- 前田愛のDIARIES

## 書籍

### 写真集
- ガラスの動物園（1996年、英知出版）
- 1311（1997年、ワニブックス） - 前田亜季と姉妹共作。
- 放課後の天使たち（1997年、ワニブックス）
- 恋写「あい」（1998年、TIS） - 前田亜季の写真集“恋写「あき」”と併せて姉妹共作となる。
- 前田愛 in GAMERA3 写真集（1999年、秋田書店）
- まるごと愛 - 前田愛パーフェクトブック（2000年、学習研究社）
- 眠り姫（2001年、ワニブックス）
- Luv XXX（2002年、秋田書店） - DVD付き写真集
- 前田愛 in バトル・ロワイヤルII（2003年、秋田書店）

### 雑誌
- ピチレモン（20世紀末、学研パブリッシング） - ピチモとしても活動。
- 山下シオン（編）「わたしのきもの愛：前田愛　子供たちが元気になる応援の装いを」『きものSalon 2020-21秋冬号』、世界文化社、2020年10月1日、36-39頁、ISBN 978-4418201211、2023年12月17日閲覧。※9月1日発売。

2021年春開始の連載：「前田 愛さんのきもの暦」
- 『きものSalon』、世界文化社〈家庭画報特選〉、年2回：3月・9月各1日発売。

＊ 2021春夏号より2023-24秋冬号まで、構成・文：山下シオン
＊ 2024春夏号より、編集・文：佐藤千寿香（副編集長）
1. 「桜を纏う」『きものSalon 2021春夏号』2021年4月1日、76-79頁、ISBN 978-4-418-21105-0。
2. 「正月を寿ぐ」『2021-2022秋冬号』2021年10月1日、92-95頁、ISBN 978-4-418-21131-9。
3. 「涼夏を彩る」『2022春夏号』2022年4月1日、128-131頁、ISBN 978-4-418-22103-5。
4. 「銀杏文様を装いに生かす」『2022-2023秋冬号』2022年10月1日、126-129頁、ISBN 978-4-418-22125-7。
5. 「夏のお洒落を涼やかに」『2023春夏号』2023年4月1日、126-129頁、ISBN 978-4-418-23107-2。
6. 「幸せを呼ぶ休日きもの」『2023-24秋冬号』2023年10月1日、124-127頁、ISBN 978-4-418-23125-6。
7. 「旅のきもの」『2024春夏号』2024年4月1日、142-145頁、ISBN 978-4-418-24115-6、2024年3月5日閲覧。
8. 「きもので過ごすクリスマス」『2024-25秋冬号』2024年10月1日、138-141頁、ISBN 978-4-418-24128-6、2024年9月6日閲覧。
9. 「節句を祝うきもの」『2025春夏号』2025年4月1日、128-131頁、ISBN 978-4-418-25107-0、2025年5月9日閲覧。